# Ödön von Horváth
Pour les articles homonymes, voir Horváth.
Œuvres principales
- Casimir et Caroline
- Figaro divorce
- Jeunesse sans dieu
- Un fils de notre temps

Ödön von Horváth est un dramaturge et romancier de langue allemande né le 9 décembre 1901 à Sušak (en), un quartier de Fiume (ancien nom italien de la ville désormais croate de Rijeka) et mort accidentellement le 1er juin 1938 à Paris.
Opposant à Adolf Hitler et au national-socialisme, ses pièces en dénoncent les dangers.

## Biographie
Ödön von Horváth naît le 9 décembre 1901 à Fiume (qui appartient alors au royaume de Hongrie, partie intégrante de l'empire d'Autriche-Hongrie) dans une famille catholique aux idées libérales. Il est l'enfant naturel d'Edmund Josef Horváth, diplomate austro-hongrois de petite noblesse, originaire de Slavonie (en Croatie actuelle), et de Maria Hermine Prehnal, issue d'une famille germano-hongroise de médecins militaires. Alors qu'il occupe son poste de diplomate, le père de Horváth obtient la germanisation de son nom par l'ajout de la particule « von ».
Le jeune Ödön suit les affectations de son père à Belgrade (1902-1908), Budapest (1908–1913), Munich (1913-1916), retour à Presbourg (désormais Bratislava) (1916-1918), retour à Budapest (1918), Vienne (1919) et enfin Munich, où il commence ses études de littérature à l'université. Les pérégrinations du jeune Ödön font qu'il ne se sent aucune appartenance nationale (sa nationalité fluctuant aussi avec le temps et le lieu) alors que l'époque prête au nationalisme un rôle politique majeur.

### 1927-1930: premiers écrits
Ses premières pièces, comme Revolte auf Côte 3018 (« Révolte sur la côte 3018 ») en 1927, montrent déjà les thèmes fondateurs de son œuvre : la culture populaire et l'histoire politique de l'Allemagne. Devant la montée en puissance du NSDAP, les pièces d'Horváth mettent en garde contre le danger fasciste. Ses pièces Le Funiculaire (Die Bergbahn, 1928), une réécriture de Revolte auf Côte 3018, et Sladek, soldat de l'Armée noire (Sladek, der schwarze Reichswehrmann, 1929) sont montées à Berlin. Von Horváth obtient un contrat avec la maison d'édition Ullstein.
En 1929, en résidence chez ses parents à Murnau am Staffelsee, près de Munich, il rencontre Hitler, se dispute et se bat avec ses affidés lors d'une réunion électorale. Horváth témoigne lors d'un procès houleux en 1931.

### 1930-1933: reconnaissance et opposition au nazisme
Horváth publie son premier roman L'Éternel Petit-Bourgeois (Der ewige Spießer) en 1930, mais c'est avec le théâtre qu'il obtient la reconnaissance de son talent : deux de ses pièces majeures, La Nuit italienne (Italienische Nacht, 1930) et Légendes de la forêt viennoise (Geschichten aus dem Wienerwald, 1931), sont montées à Berlin en 1931 et y obtiennent un grand succès. Horváth reçoit même le prestigieux prix Kleist sur proposition de Carl Zuckmayer pour ses Légendes de la forêt viennoise.

Lorsqu'en 1933, les nazis brûlent les livres, ceux d'Ödön von Horváth font partie du lot. Un ami lui écrit : « L'information disant que tu n'es plus joué, « auteur dégénéré », vaut plus que n'importe quel prix littéraire. Elle te confirme publiquement comme poète ! ».

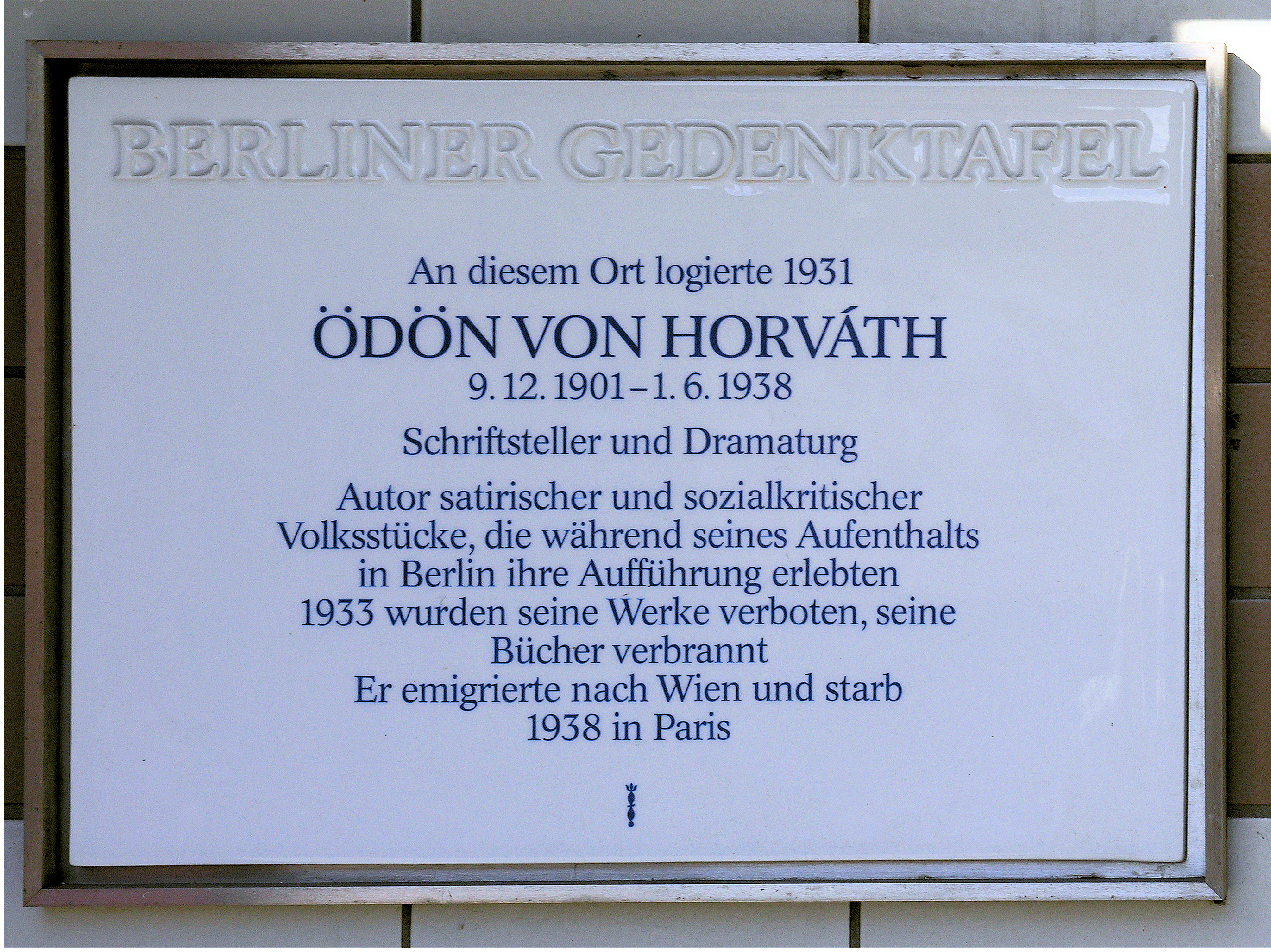
Plaque indiquant l'endroit où v. Horváth a habité à Berlin en 1931.

Sa pièce Foi, Amour, Espérance (Glaube, Liebe, Hoffnung, 1932) ne peut être montée à Berlin en 1933 à la suite de pressions du gouvernement national-socialiste sur le metteur en scène. Horváth réussira à monter cette pièce à Vienne en 1936.

### 1934-1938: exil et mort
Devant la montée du nazisme en Allemagne, Horváth fuit Berlin pour s'installer à Vienne. Sa comédie Figaro divorce (Figaro läßt sich scheiden, 1935) connaît sa première à Prague en 1937. Horváth publie à Amsterdam son deuxième roman, Jeunesse sans dieu (Jugend ohne Gott, 1937), qui vise explicitement l'embrigadement de la jeunesse par la propagande nazie. Ne recevant bientôt plus aucune rémunération en provenance d'Allemagne, au titre du droit d'auteur, le gouvernement de Berlin s'y opposant, Horváth se retrouve alors dans une situation précaire.
Pour fuir la répression nationale-socialiste qui s'abat sur Vienne après l'Anschluß (mars 1938), Horváth erre en Europe : Budapest, Trieste, Venise, Milan, Prague, Zurich, Amsterdam. Il publie le roman Un fils de notre temps, d'abord traduit en français sous le titre Soldat du Reich, (Ein Kind unserer Zeit, 1937), à Amsterdam, chez Allert de Lange Verlag et à New York.
Von Horváth se réfugie à Paris le 26 mai 1938, avec son amie Wera Liessem, pour rencontrer Robert Siodmak et discuter de l'adaptation au cinéma de Jeunesse sans dieu. Le 1er juin 1938, alors qu'il se promène sur les Champs-Élysées, une tempête déracine un marronnier ; une des branches le tue devant le théâtre Marigny.

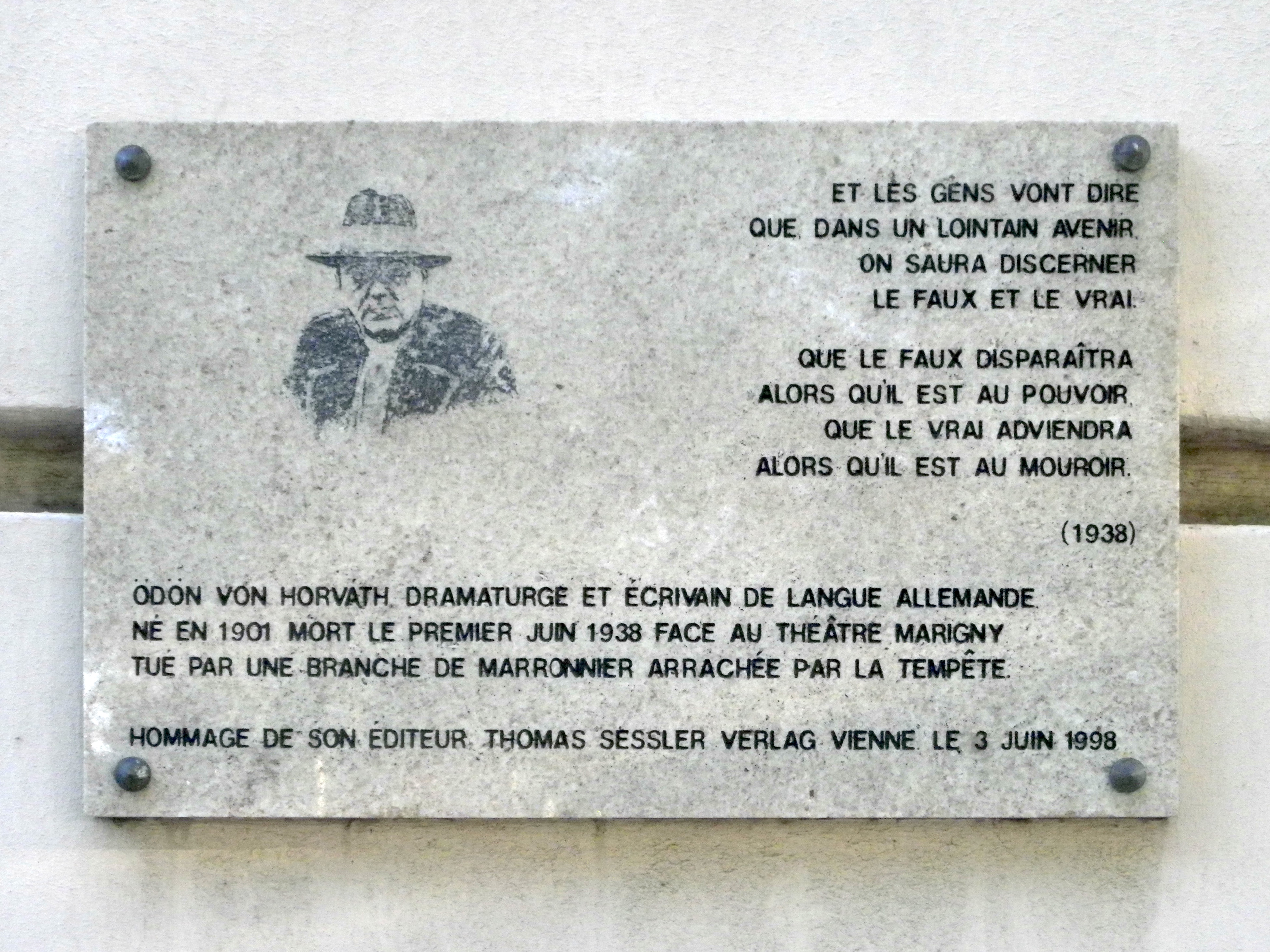
Plaque apposée en hommage à Ödön von Horváth par son éditeur Thomas Sessler Verlag sur la façade du Théâtre Marigny (Paris 8e).

Ödön von Horváth est enterré au cimetière parisien de Saint-Ouen le 7 juin ; ses restes sont transférés en 1988 au cimetière de Heiligenstadt, dans l'arrondissement de Döbling à Vienne, à l'occasion du 50e anniversaire de sa mort.
Ses pièces sont ancrées dans la tradition viennoise d'un théâtre populaire et critique : critique politico-sociale des comportements petit-bourgeois, de la place de la femme considérée comme une victime et de la tentation nocive du fascisme. Peter Handke considère Horváth supérieur à Brecht et compare la force dramatique de ses œuvres et son style à ceux de Tchekhov ou de Shakespeare :

« Dans toutes mes pièces, je n'ai rien embelli, rien enlaidi. J'ai tenté d'affronter sans égards la bêtise et le mensonge ; cette brutalité représente peut-être l'aspect le plus noble de la tâche d'un homme de lettres qui se plaît à croire parfois qu'il écrit pour que les gens se reconnaissent eux-mêmes. »

## Œuvres

### Théâtre
- Meurtre dans la rue des Maures (Mord in der Mohrengasse, 1923)
- Le Belvédère (Zur schönen Aussicht, 1926)
- Le Funiculaire (Die Bergbahn (réécriture de Revolte auf Côte 3018), 1928)
- Sladek, soldat de l'armée noire (Sladek, der schwarze Reichswehrmann (réécriture de Sladek oder Die schwarze Armee), 1929)
- Le Congrès (Rund um den Kongreß, 1929)
- La Nuit italienne (Italienische Nacht, 1930)
- Légendes de la forêt viennoise (Geschichten aus dem Wienerwald, 1931)
  - première version, traduction française de Henri Christophe, Éditions du Brigadier, 2023
  - deuxième version, traduction française de Henri Christophe, Éditions du Brigadier, 2023
- Foi, Amour, Espérance (Une petite danse de mort) (Glaube, Liebe, Hoffnung (Ein Totentanz), 1932) 
  - traduction française de Henri Christophe, Éditions du Brigadier, 2023
- Casimir et Caroline (Kasimir und Karoline, 1932)
  - traduction française de Henri Christophe, Éditions du Brigadier, 2023
- L'Inconnue de la Seine (Die Unbekannte aus der Seine, 1933)
  - traduction française de Henri Christophe, Éditions du Brigadier, 2023
- Allers et Retours (Hin und her, 1934)
  - traduction française de Henri Christophe, Éditions du Brigadier, 2023
- Don Juan revient de guerre ou l'Homme de neige (Don Juan kommt aus dem Krieg, 1935) 
  - traduction française de Henri Christophe, Éditions du Brigadier, 2023
- Figaro divorce (Figaro läßt sich scheiden, 1936)
- Pompéi (Pompeji. Komödie eines Erdbebens, 1937)
- Un village sans hommes (Ein Dorf ohne Männer, 1937)
- Vers les cieux (Himmelwärts, 1937)
- Le Jugement dernier (Der jüngste Tag, 1937)

L'intégralité de son théâtre est éditée en français aux éditions L'Arche.

### Romans
- Sechsunddreißig Stunden, 1929
- L'Éternel Petit-Bourgeois (Der ewige Spießer, 1930)
- Jeunesse sans dieu (Jugend ohne Gott, 1937)
- Un fils de notre temps (aussi traduit en français sous le titre Soldat du Reich) (Ein Kind unserer Zeit, 1938)
- Adieu Europa, 1938 (fragment d'un roman inachevé)

### Autres
- Sportmärchen, (1924-1926) pour la revue Simplicissimus
- Interview, (1932)
- Gebrauchsanweisung, (1932)
- Repères (nouvelles, textes courts (1901-1938) et éléments biographiques) édité par Actes-Sud Papiers